# Eudamidas III
 (août 2016).
Si vous disposez d'ouvrages ou d'articles de référence ou si vous connaissez des sites web de qualité traitant du thème abordé ici, merci de compléter l'article en donnant les références utiles à sa vérifiabilité et en les liant à la section « Notes et références ».
Eudamidas III (Εὐδαμίδας), fils du roi Agis IV et d'Agiatis, fille de Gylippus, est légalement roi de Sparte de 240 à 228 av. J.-C. Son oncle Archidamos V lui succède en -228.
Trop jeune pour régner de fait (il venait de naître à la mort d'Agis IV), le pouvoir appartient alors à Léonidas II, qui a participé à l'assassinat de son père. Eudamidas III meurt lui-même empoisonné par les éphores.